# Rondae Hollis-Jefferson
Rondae Jaquan Hollis-Jefferson (Chester, Pensilvania, 3 de enero de 1995) es un baloncestista estadounidense, nacionalizado jordano, que actualmente se encuentra sin equipo. Con 1,98 metros de estatura, juega en la posición de alero. Es el hermano pequeño del también jugador profesional Rahlir Hollis-Jefferson.

## Trayectoria deportiva

### Universidad
Hollis-Jefferson jugó dos temporadas de baloncesto universitario con los Wildcats de la Universidad de Arizona. El 7 de abril de 2015, declaró su elegibilidad para el draft de la NBA, renunciando a sus dos últimos años universitarios.

#### Estadísticas
| Año     | Equipo  | PJ | PT | MPP  | %TC  | %3P  | %TL  | RPP | APP | ROB | TPP | PPP  |
| ------- | ------- | -- | -- | ---- | ---- | ---- | ---- | --- | --- | --- | --- | ---- |
| 2013–14 | Arizona | 38 | 6  | 25.3 | .490 | .200 | .682 | 5.7 | 1.4 | .7  | 1.1 | 9.1  |
| 2014–15 | Arizona | 38 | 25 | 28.7 | .502 | .207 | .707 | 6.8 | 1.5 | 1.1 | .8  | 11.2 |
| Total   | Total   | 76 | 31 | 27.0 | .496 | .205 | .697 | 6.3 | 1.5 | .9  | .9  | 10.2 |

### Profesional
El 26 de junio de 2015, fue seleccionado en la posición número 23 del Draft de la NBA de 2015 por los Portland Trail Blazers, pero sus derechos fueron traspasados junto con Steve Blake a los Brooklyn Nets a cambio de Mason Plumlee y los derechos de la selección número 41 del mismo draft, Pat Connaughton.
Tras cuatro temporadas en Brooklyn, el 18 de julio de 2019, Hollis-Jefferson firma con los Toronto Raptors.
Después de un año en Toronto, el 30 de noviembre de 2020, firma un contrato con Minnesota Timberwolves. Pero el 19 de diciembre es cortado por los Timberwolves. Finalmente, el 8 de abril de 2021 firma un contrato de 10 días con Portland Trail Blazers, renovado posteriormente hasta el final de temporada.
El 23 de septiembre de 2021, firma con el Beşiktaş Icrypex de la Basketbol Süper Ligi turca.
El 11 de abril de 2022, firma por los Atléticos de San Germán de la Baloncesto Superior Nacional.
En septiembre de 2022 se hace oficial su marcha a Corea, donde jugará con los KCC Egis de la KBL.
Luego firma con los TNT Tropang Giga de Filipinas y se hace con el título de la PBA Governors' Cup, antes de regresar a Puerto Rico, en mayo de 2023, siendo su segunda etapa con Atléticos de San Germán.

### Selección nacional
En julio de 2023 completó su proceso de nacionalización, y pudo disputar el Mundial de 2023 con la selección de Jordania. Por lo que durante agosto y septiembre de 2023 fue integrante de la selección de Jordania que participó en el Mundial de 2023 celebrado en Asia, y que finalizó en último lugar.

## Estadísticas de su carrera en la NBA

### Temporada regular
| Año     | Equipo   | PJ  | PT  | MPP  | %TC  | %3P  | %TL  | RPP | APP | ROB | TPP | PPP  |
| ------- | -------- | --- | --- | ---- | ---- | ---- | ---- | --- | --- | --- | --- | ---- |
| 2015-16 | Brooklyn | 29  | 17  | 21.2 | .457 | .286 | .712 | 5.3 | 1.5 | 1.3 | .6  | 5.8  |
| 2016-17 | Brooklyn | 78  | 50  | 22.6 | .434 | .224 | .751 | 5.8 | 2.0 | 1.1 | .6  | 8.7  |
| 2017-18 | Brooklyn | 68  | 59  | 28.2 | .472 | .241 | .788 | 6.8 | 2.5 | 1.0 | .7  | 13.9 |
| 2018-19 | Brooklyn | 59  | 21  | 20.9 | .411 | .184 | .645 | 5.3 | 1.6 | .7  | .5  | 8.9  |
| 2019-20 | Toronto  | 60  | 6   | 18.7 | .471 | .130 | .734 | 4.7 | 1.8 | .8  | .4  | 7.0  |
| 2020-21 | Portland | 11  | 1   | 9.7  | .500 | .000 | .563 | 2.4 | 1.2 | .2  | .4  | 2.5  |
| Total   | Total    | 305 | 154 | 22.2 | .449 | .212 | .735 | 5.5 | 1.9 | .9  | .5  | 9.0  |

### Playoffs
| Año   | Equipo   | PJ | PT | MPP  | %TC  | %3P   | %TL  | RPP | APP | ROB | TPP | PPP  |
| ----- | -------- | -- | -- | ---- | ---- | ----- | ---- | --- | --- | --- | --- | ---- |
| 2019  | Brooklyn | 4  | 0  | 15.5 | .485 | 1.000 | .800 | 3.0 | 1.5 | .3  | 1.3 | 13.3 |
| 2020  | Toronto  | 5  | 0  | 7.8  | .400 | .000  | .750 | 2.0 | .6  | .4  | .2  | 2.8  |
| 2021  | Portland | 5  | 0  | 7.2  | .800 | .000  | .667 | 1.6 | .0  | .2  | .2  | 2.0  |
| Total | Total    | 14 | 0  | 9.8  | .500 | .500  | .778 | 2.1 | .6  | .3  | .5  | 5.5  |